# NGC 6760
NGC 6760 је збијено звездано јато у сазвежђу Орао које се налази на NGC листи објеката дубоког неба.
Деклинација објекта је + 1° 1' 52" а ректасцензија 19h 11m 12,1s. Привидна величина (магнитуда) објекта NGC 6760 износи 9,0. NGC 6760 је још познат и под ознакама GCL 109.